# Alba Baptista
Alba Baptista (Lisboa, 10 de julho de 1997) é uma atriz portuguesa, mais conhecida por interpretar Ava na série de televisão Warrior Nun da Netflix.

## Biografia
Nascida em Lisboa, é filha de mãe portuguesa e pai brasileiro. Além do seu nativo português, fala fluentemente inglês, espanhol, francês e alemão.
Quando mais jovem, frequentou uma escola alemã em Portugal e, por volta dos 15 anos, decidiu tornar-se atriz. Alba Baptista citou O Corcunda de Notre Dame (1996) como seu filme favorito na juventude.

## Carreira
Aos 16 anos, Alba Baptista iniciou sua carreira como protagonista do curta Miami de Simão Cayatte, onde interpretou a personagem Raquel. Por sua atuação, ela recebeu o "Prémio de Melhor Atriz" no Festival Ibérico de Ciné. No mesmo ano, estreou na televisão ao fazer parte do elenco da novela Jardins Proibidos, na TVI, onde deu vida a Inês Correia.
Em 2016, entra na novela A Impostora, também da TVI, no papel da personagem Beatriz Varela. Já em 2017, entrou para o elenco da série Filha da Lei, da RTP1, onde interpretou a personagem bissexual Sara Garcia, que acabou por ganhar bastante destaque na imprensa portuguesa. No mesmo ano, fez duas participações especiais em duas séries, Madre Paula e Sim, Chef!, também da RTP1, além de integrar a série A Criação, dando vida à personagem Ratinha. Ainda em 2017, regressou à TVI integrando o elenco principal da novela Jogo Duplo, onde deu vida a Leonor Neves.
Em 2019 ela apareceu no filme Patrick, a estreia na realização de Gonçalo Waddington, e que esteve em competição no Festival Internacional de Cinema de San Sebastián, onde estreou. Em 2020, atuou na longa-metragem Fátima, ao lado de Harvey Keitel, Sônia Braga e Joana Ribeiro. O seu primeiro trabalho em inglês veio com o papel principal de Ava na série Warrior Nun da Netflix, lançada em 2 de julho de 2020, fazendo de Alba a primeira protagonista portuguesa  numa série da plataforma Netflix.
Em 2022, ela interpretou Natasha, uma musa da Dior dos anos 1950 no filme Sra. Harris Vai a Paris, e deu vida também à personagem Maria no filme de drama português Nunca Nada Aconteceu.

## Vida pessoal
Alba casou-se com o ator norte-americano Chris Evans em 9 de setembro de 2023, numa cerimónia privada em casa, em Cape Cod, em Massachusetts.

## Filmografia

### Televisão
| Ano       | Projeto           | Papel                  | Notas            |
| --------- | ----------------- | ---------------------- | ---------------- |
| 2014–2015 | Jardins Proibidos | Inês Correia           | Elenco Principal |
| 2016–2017 | A Impostora       | Beatriz Martins Varela | Elenco Principal |
| 2017      | Filha da Lei      | Sara                   | Elenco Principal |
| 2017      | Madre Paula       | Ana                    | Elenco Adicional |
| 2017      | A Criação         | Ratinha                | Protagonista     |
| 2017      | Sim, Chef!        | Sónia                  | Elenco Adicional |
| 2017–2018 | Jogo Duplo        | Leonor Neves           | Elenco Principal |
| 2018      | País Irmão        | Mulher Divinal         | Elenco Principal |
| 2020–2022 | Warrior Nun       | Ava Silva              | Protagonista     |

### Cinema
| Ano  | Filme                            | Papel             | Notas            |
| ---- | -------------------------------- | ----------------- | ---------------- |
| 2012 | Amanhã É Um Novo Dia             |                   | Curta-metragem   |
| 2014 | Miami                            | Raquel            | Curta-metragem   |
| 2014 | Tudo O Que Imagino               |                   |                  |
| 2018 | Flutuar                          |                   |                  |
| 2018 | Leviano                          | Carolina Paixão   |                  |
| 2018 | Equinócio                        | Leila             | Curta-metragem   |
| 2018 | Linhas de Sangue                 | Elsa Schneider    |                  |
| 2018 | Caminhos Magnétikos              | Catarina          |                  |
| 2018 | Nero                             | Clara             | Senhora Lopes    |
| 2018 | Imagens Proibidas                | Catarina          |                  |
| 2018 | Summerfest                       | Laura             |                  |
| 2019 | Patrick                          | Marta Rodrigues   |                  |
| 2020 | Fátima: A História de um Milagre | Sra. Lopes Filha  | Elenco principal |
| 2020 | Change                           |                   | Curta-metragem   |
| 2022 | L' Enfant                        | Branca            | Elenco principal |
| 2022 | Campo de Sangue                  | Moça na Esplanada |                  |
| 2022 | Sra. Harris Vai a Paris          | Natasha           | Elenco principal |
| 2022 | Nunca Nada Aconteceu             | Maria             | Protagonista     |

## Prémios e Indicações
| Ano  | Prémio                 | Entidade                      |
| ---- | ---------------------- | ----------------------------- |
| 2019 | Vencedora Prémios Nico | Academia Portuguesa de Cinema |